# اوسک (ناحیه پیسک)
اوسک (به چکی: Osek) یک منطقهٔ مسکونی در جمهوری چک است که در ناحیه پیسک واقع شده‌است. اوسک ۵٫۲۹ کیلومتر مربع مساحت و ۱۱۷ نفر جمعیت دارد و ۴۵۱ متر بالاتر از سطح دریا واقع شده‌است.